# Prohibition
Prohibition (tytuł na okładce), Prohibicja la syngiel (tytuł na płycie) - drugi singel, a właściwie minialbum, zespołu El Doopa z 2001 roku, na którym znajduje się 30 utworów, w tym 9 wersji utworu tytułowego Prohibicja. Jest to drugi singiel promujący album A pudle?.
Utwory na tym singlu w większości są wynikiem współpracy zespołu El Doopa z liderem zespołu Zacier - Mirosławem Jędrasem (Zacierem). Po wspólnych koncertach po Polsce w roku 2000, Dr Yry zaprosił Zaciera to wspólnego nagrania singla „Prohibition”. Celem zostało nagranie „najdłuższego singla” w historii.
Większość utworów została zarejestrowana podczas wspólnej sesji w „Słabym” Studiu S.P. na początku marca 2001. Niektóre utwory pochodzą z nagrań w Śmierć Studios (domowego studia Dr Yry), które zostały nagrane podczas pierwszych sesji El Doopy.
31 marca 2001 roku w Wytwórni Filmów Fabularny i Dokumentalnych w Warszawie (WFDiF), w hali zdjęciowej „W” odbyły się zdjęcia do teledysku „Prohibicja”. Teledysk został nakręcony na kamerze U-Matic aby uzyskać typowy dla lat 80. obraz. Twórcami teledysku byli: Aleksandra Landsberg, Mateusz Miłosiński i Sławomir Pietrzak, autorem zdjęć Alex Pavlovic, a gościnnie wystąpił w nim Olaf Deriglasoff, który zastąpił nieobecnego basistę Dżordża, oraz dwóch statystów w mundurach Wehrmachtu z filmu „Pianista”.

## Lista utworów
| Strona pierwsza | Strona pierwsza                                 | Strona pierwsza |
| Nr              | Tytuł utworu                                    | Długość         |
| --------------- | ----------------------------------------------- | --------------- |
| 1.              | „Yntro”                                         | 02:22           |
| 2.              | „Prohibicja (Wersja Płytowa)”                   | 06:24           |
| 3.              | „Prohibicja (Dryry Wedwuh Remix)”               | 03:24           |
| 4.              | „Nie Idę Do Pracy 1”                            | 00:27           |
| 5.              | „Prohibicja (Dryry Filit Remix)”                | 01:18           |
| 6.              | „Sory Dżordż”                                   | 02:51           |
| 7.              | „Rote Szlafmyce 1”                              | 03:23           |
| 8.              | „Prohibicja (Dryry Indu Remix)”                 | 00:53           |
| 9.              | „Piosenka Milenijna Dupy (Sylwek 01 Song Live)” | 05:12           |
| 10.             | „Prohibicja (Dryry Skorpjonz Remix)”            | 02:04           |
| 11.             | „Rote Szlafmyce 2”                              | 04:34           |
| 12.             | „Nie Idę Do Pracy 2”                            | 00:11           |
| 13.             | „Prohibicja (Dryry Oceiwjuh Remix)”             | 00:17           |
| 14.             | „Dy Pafnucy Bradaz Go Lookin' For Dy Niu Stajl” | 01:56           |
| 15.             | „Róbrege (Trawa)”                               | 06:11           |
| 16.             | „Prohibicja (Dryry-Filip Ułuł Remix)”           | 02:41           |
| 17.             | „Etno IiI(Zbiggy)”                              | 01:58           |
| 18.             | „Nie Ide Do Pracy 3”                            | 00:13           |
| 19.             | „Achtoong Szczavie”                             | 02:07           |
| 20.             | „Kort”                                          | 00:55           |
| 21.             | „Bandziorno (Buzun J-23 Werszyn)”               | 04:27           |
| 22.             | „Nad Naszą Wsią...”                             | 00:30           |
| 23.             | „Szewc Ciemności”                               | 06:48           |
| 24.             | „Prohibition In Rostock”                        | 02:46           |
| 25.             | „Oda Do Przyrodzenia”                           | 03:37           |
| 26.             | „Prohibicja (Wersja Angielska)”                 | 03:14           |
| 27.             | „Mrok”                                          | 02:55           |
| 28.             | „Nie Idę Do Pracy 4”                            | 00:07           |
| 29.             | „PKP Train (Dryry Remix)”                       | 02:44           |
| 30.             | „Biedny Mój Siusiak (By NH3)”                   | 02:00           |
|                 |                                                 | 1:18:29         |

## Skład
- Dr Yry
- Kabura Stachura
- Dżordż
- Ksero
- Masteratz
- Pafnucy
- Peter
- Trabant Stołówka
- Tapczan
- Ayatollah Mnierosłaff van der Zacier
- Filip
- Stasio
- Sponger
- Pan Bartosz
- Ukasz W.
- Olaphone